# Episodi di Faking It - Più che amiche (seconda stagione)
La seconda stagione della serie televisiva Faking It - Più che amiche è trasmessa negli Stati Uniti d'America sul canale televisivo MTV a partire dal 23 settembre 2014.
In Italia la stagione andrà in onda in prima visione satellitare su MTV Next, canale a pagamento della piattaforma Sky, dal 4 agosto 2015. A partire dall'episodio Una nuda protesta, gli episodi vengono trasmessi il giorno seguente la messa in onda originale.
Nel settembre 2015, qualcuno ruba dagli uffici di MTV gli episodi finali della stagione (episodi 13-20) e li pubblica in rete, mostrando con un anticipo di ben due mesi dalla sua trasmissione, il finale di stagione della serie.
| nº            | Titolo originale                   | Titolo italiano              | Prima TV USA      | Prima TV Italia   |
| Prima parte   | Prima parte                        | Prima parte                  | Prima parte       | Prima parte       |
| ------------- | ---------------------------------- | ---------------------------- | ----------------- | ----------------- |
| 1             | The Morning Aftermath              | Il mattino dopo              | 23 settembre 2014 | 4 agosto 2015     |
| 2             | You Can't Handle The Truth or Dare | Obbligo o verità?            | 30 settembre 2014 | 4 agosto 2015     |
| 3             | Lust in Translation                | Traducimi di baci            | 7 ottobre 2014    | 4 agosto 2015     |
| 4             | Lying Kings and Drama Queens       | Bugie e sceneggiate          | 14 ottobre 2014   | 11 agosto 2015    |
| 5             | Present Tense                      | Lasciarsi andare             | 21 ottobre 2014   | 11 agosto 2015    |
| 6             | The Ecstasy and the Agony          | Una festa troppo underground | 28 ottobre 2014   | 18 agosto 2015    |
| 7             | Date Expectations                  | Uscita di gruppo             | 4 novembre 2014   | 18 agosto 2015    |
| 8             | Zen and the Art of Pageantry       | Il concorso di bellezza      | 11 novembre 2014  | 25 agosto 2015    |
| 9             | Karmic Retribution                 | L'altro lato del perdono     | 18 novembre 2014  | 25 agosto 2015    |
| 10            | Busted                             | Vi dichiaro in arresto       | 25 novembre 2014  | 25 agosto 2015    |
| Seconda parte |                                    |                              |                   |                   |
| 11            | Stripped                           | Una nuda protesta            | 31 agosto 2015    | 1º settembre 2015 |
| 12            | The Revengers: Age of the Monocle  | Una vendetta quasi perfetta  | 7 settembre 2015  | 8 settembre 2015  |
| 13            | Future Tense                       | Guardare al futuro           | 14 settembre 2015 | 15 settembre 2015 |
| 14            | Saturday Fight Live                | L'amore è una lotta          | 21 settembre 2015 | 22 settembre 2015 |
| 15            | Boiling Point                      | Pentimenti                   | 28 settembre 2015 | 29 settembre 2015 |
| 16            | Faking It... Again                 | Di nuovo più che amiche      | 5 ottobre 2015    | 6 ottobre 2015    |
| 17            | Prom Scare                         | Non c'è due senza tre        | 12 ottobre 2015   | 13 ottobre 2015   |
| 18            | Nuclear Prom                       | Un ballo esplosivo           | 19 ottobre 2015   | 20 ottobre 2015   |
| 19            | The Deep End                       | Acque agitate                | 26 ottobre 2015   | 27 ottobre 2015   |
| 20            | School's Out                       | Una scuola diversa           | 2 novembre 2015   | 3 novembre 2015   |

## Il mattino dopo
- Titolo originale: The Morning Aftermath
- Diretto da: Claire Scanlon
- Scritto da: Carter Covington

### Trama
Il mattino dopo il matrimonio di Farah, Amy si sveglia nuda accanto a Liam. Nessuno dei due ricorda bene cosa sia successo,  ma sono abbastanza certi di aver fatto sesso.  Karma entra nella stanza per parlare della sera prima con Amy, costringendo un Liam nudo a sgattaiolare fuori dalla finestra, che Farah vede mentre sta facendo colazione. Il fatto le fa sperare, erroneamente, che la figlia sia solo sessualmente confusa, ma eterosessuale. Dopo il loro tentativo fallito di parlare dei loro sentimenti, Karma segue Amy in farmacia, in cui lei era andata a comprare la pillola del giorno dopo.  Karma poi si imbatte in Liam, e di comune accordo decidono di rimanere fuori l'uno dalla vita dell'altra.  Quella sera, Amy entra nel suo garage e trova Lauren, Shane e Liam con l'ex fidanzato di Lauren, Tommy, legato a una sedia e vestito con abiti da bondage, come parte di un tentativo di ricatto per proteggere il segreto di Lauren (che coinvolge la sua misteriosa assunzione di pillole).  Tuttavia, Tommy rivela che il segreto di Lauren è che è intersessuale.  Il gruppo è confuso e Lauren si sente umiliata.
- Ascolti USA: telespettatori 1 040 000

## Obbligo o verità?
- Titolo originale: You Can't Handle The Truth or Dare
- Diretto da: Claire Scanlon
- Scritto da: Megan Hearne

### Trama
- Ascolti USA: telespettatori 750 000

## Traducimi di baci
- Titolo originale: Lust in Translation
- Diretto da: Joe Nussbaum
- Scritto da: Diana Metzger

### Trama
- Ascolti USA: telespettatori 730 000

## Bugie e sceneggiate
- Titolo originale: Lying Kings and Drama Queens
- Diretto da: Joe Nussbaum
- Scritto da: Wendy Goldman

### Trama
- Ascolti USA: telespettatori 650 000

## Lasciarsi andare
- Titolo originale: Present Tense
- Diretto da: Lee Rose
- Scritto da: George Northy

### Trama
- Ascolti USA: telespettatori 710 000

## Una festa troppo underground
- Titolo originale: The Ecstasy and the Agony
- Diretto da: Lee Rose
- Scritto da: Dan Steele

### Trama
- Ascolti USA: telespettatori 690 000

## Uscita di gruppo
- Titolo originale: Date Expectations
- Diretto da: Patrick Norris
- Scritto da: Carrie Rosen

### Trama
- Ascolti USA: telespettatori 670 000

## Il concorso di bellezza
- Titolo originale: Zen and the Art of Pageantry
- Diretto da: Erin Ehrlich
- Scritto da: Stefanie Leder

### Trama
- Ascolti USA: telespettatori 910 000

## L'altro lato del perdono
- Titolo originale: Karmic Retribution
- Diretto da: Jamie Travis
- Scritto da: George Northy

### Trama
- Ascolti USA: telespettatori 850 000

## Vi dichiaro in arresto
- Titolo originale: Busted
- Diretto da: Jamie Travis
- Scritto da: Carter Covington e Carrie Rosen

### Trama
- Ascolti USA: telespettatori 890 000

## Una nuda protesta
- Titolo originale: Stripped
- Diretto da: Jamie Travis
- Scritto da: Carter Covington

### Trama
- Ascolti USA: telespettatori 920 000

## Una vendetta quasi perfetta
- Titolo originale: The Revengers: Age of the Monocle
- Diretto da: Jamie Travis
- Scritto da: Erica Peterson

### Trama
- Ascolti USA: telespettatori 580 000

## Guardare al futuro
- Titolo originale: Future Tense
- Diretto da: Erin Ehrlich
- Scritto da: Wendy Goldman

### Trama
- Ascolti USA: telespettatori 440 000

## L'amore è una lotta
- Titolo originale: Saturday Fight Live
- Diretto da: Erin Ehrlich
- Scritto da: Dan Steele

### Trama
- Ascolti USA: telespettatori 400 000

## Pentimenti
- Titolo originale: Boiling Point
- Diretto da: Jamie Travis
- Scritto da: Stefanie Leder

### Trama
- Ascolti USA: telespettatori 580 000

## Di nuovo più che amiche
- Titolo originale: Faking It... Again
- Diretto da: Patrick Norris
- Scritto da: Carrie Rosen

### Trama
- Ascolti USA: telespettatori 370 000

## Non c'è due senza tre
- Titolo originale: Prom Scare
- Diretto da: Brian Dannelly
- Scritto da: George Northy

### Trama
- Ascolti USA: telespettatori 390 000

## Un ballo esplosivo
- Titolo originale: Nuclear Prom
- Diretto da: Linda Mendoza
- Scritto da: Dan Steele

### Trama
- Ascolti USA: telespettatori 510 000

## Acque agitate
- Titolo originale: The Deep End
- Diretto da: Jeff Melman
- Scritto da: Stefanie Leder

### Trama
Lauren e Amy ospitano una grande festa a casa loro. Karma rivoluziona se stessa.
- Ascolti USA: telespettatori 440 000

## Una scuola diversa
- Titolo originale: School's Out
- Diretto da:
- Scritto da:

### Trama
Dopo il bacio in piscina da parte di Karma della notte precedente, Amy chiede a Shane cosa possa significare e di aiutarla a capire cosa era successo. Shane suggerisce di chiedere direttamente all'interessata ma Karma rivela di non ricordare nulla sulla questione del bacio perché era troppo ubriaca. A scuola Amy incontra Felix e viene a sapere che tornato a casa ubriaco, aveva distrutto la macchina del padre andando a sbattere contro una pompa antincendio; Felix dice a Amy che a volte le persone ubriache sono le più vere perché dicono e fanno quello che nella vita sobria di tutti i giorni vorrebbero fare ma non avrebbero il coraggio, proprio come era successo a lui la notte scorsa quando le ha rivelato che gli piaceva tanto. Anche Amy esprime il suo affetto ma il ragazzo è conscio del fatto che il loro piacersi non aveva la stessa valenza sentimentale, si salutano e esprimono il desiderio di potersi rincontrare l'anno prossimo. Il preside Turner ormai pieno della scuola, annuncia l'imminente assemblea che si sarebbe tenuta dove avrebbe proposto di chiudere la scuola. Il consiglio studentesco si organizza per protestare pacificamente e far cambiare idea al consiglio. Karma si scusa con Liam per quello che era successo la notte scorsa e così viene a sapere da lui del bacio in piscina che aveva dato a Amy, la notizia la lascia perplessa e subito si precipita a chiedere scusa ad Amy per essere stata una cattiva amica e le promette che passeranno tutta l'estate insieme per legare come una volta senza nessuna distrazione con Liam o Raegan. Amy da quella sera era rimasta turbata poiché il comportamento di Karma l'aveva illusa e ricominciava a provare sentimenti per la migliore amica, trova conforto da Raegan che intanto ha voltato pagina e convive con la sua nuova ragazza, Heather, da un po' di tempo. Raegan offre una spalla su cui piangere e intuisce che il problema era ancora una volta Karma, suggerisce ad Amy di voltare pagina e smettere di mettere cerottini sulla ferita aperta da Karma uscendo con altre persone così alla fine Amy prende la decisione di partire con il gruppo di Raegan per tutta l'estate per fare a loro da cameragirl durante il tour. Liam e Shane intanto fanno pace e tornano ad essere amici. Il consiglio per il futuro della scuola è molto negativa, quando le cose sembravano perse si presenta Loren che cambia le carte in gioco facendo un discorso che esaltò il pregio più grande della scuola: l'accettazione al diverso. Mentre Amy sta per partire la raggiunge Karma che aveva saputo dalla madre dell'amica che sarebbe partita per un'estate intera in tour, Karma dispiaciuta chiede ad Amy di rimanere ignorando che il problema sia proprio lei. Alla fine Amy vuota il sacco e le rivela che non può più continuare così perché era un ciclo infinito in cui non faceva altro che spezzarle il cuore all'infinito, Karma disperata le chiede se può fare qualcosa per farla rimanere, Amy risponde che l'unico modo era di dirle che quel bacio aveva significato qualcosa anche per lei ma purtroppo l'amica si tira indietro e ammette che non aveva alcun significato. Amy col cuore spezzato torna sul furgoncino e parte per il tour lasciando il Texas. Nei momenti finali si vede Shane e Karma che si sono iscritti al corso di salvataggio per bagnini e passeranno l'estate lì.
- Ascolti USA: telespettatori 520 000